# Gianfrancesco Gonzaga di Novellara

Stemma dei Gonzaga di Novellara 1650-1678.

Gianfrancesco Gonzaga di Novellara (... – Mantova, 1630) è stato un ambasciatore e militare italiano.

## Biografia
Era figlio di Ippolito Gonzaga, della linea Gonzaga di Novellara e Bagnolo, e di Caterina della Torre.
Nel 1628 fu inviato a Venezia, ambasciatore del duca di Mantova Carlo I di Gonzaga-Nevers. Ritornò a Mantova nel 1630 quanto la città subì il sacco e forse Gianfrancesco non fu del tutto estraneo al fatto. Fu infatti fatto capo della Reggenza istituita dagli imperiali. Venne accusato di peculato e crudeltà ed imprigionato. Morì nel 1630.

## Discendenza

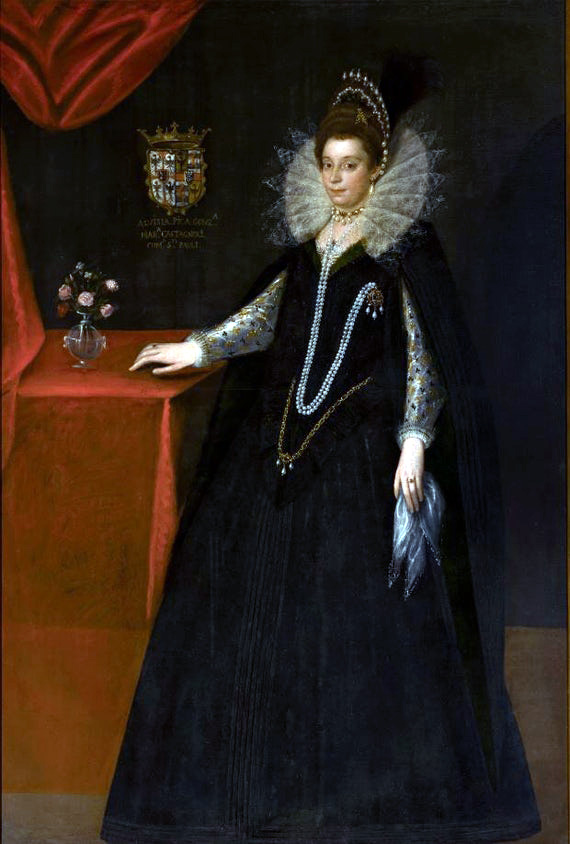
Sante Peranda, Ritratto di Luisa Pico Gonzaga (Pinacoteca nazionale di Ferrara)

Sposò Luisa Pico (1582-1625), figlia di Luigi Pico della Mirandola (1526-1581), già vescovo di Limoges, dalla quale ebbe quattro figli:
- Ottavia, sposò Giambattista d'Arco
- Ippolito
- Gianluigi, militare, marchese di San Polo
- Eleonora